# Josef Hirn (Politiker)
Josef Hirn (* 1. Februar 1898 in New York City; † 9. Februar 1971 in Stuttgart) war ein deutscher Politiker (SPD). Von 1946 bis 1964 war er Bürgermeister und stellvertretender Oberbürgermeister von Stuttgart.

## Leben
Hirn wurde am 19. Juli 1946 vom Gemeinderat zum Verwaltungs-, Finanz- und Ersten Bürgermeister von Stuttgart berufen. Er war damit der Stellvertreter des parteilosen Oberbürgermeisters Arnulf Klett. Als am 7. März 1948 die ersten freien Bürgermeisterwahlen durch die Stadtbevölkerung anstanden, kandidierte Hirn gegen Amtsinhaber Klett. Hirn wurde dabei von seiner Partei, der SPD, und der KPD unterstützt. Hirn unterlag jedoch Klett mit 46,1 zu 53,9 Prozent der Stimmen. Hirn verblieb bis zu seiner Pensionierung 1964 im Amt des Ersten Bürgermeisters. Ihm folgte Jürgen Hahn (ebenfalls SPD) nach.
Hirn wurde auf dem Stuttgarter Pragfriedhof beigesetzt.

## Ehrungen und Auszeichnungen
Nach Hirn wurde der Josef-Hirn-Platz in Stuttgart-Mitte benannt. 1959 wurde ihm das Große Silberne Ehrenzeichen für Verdienste um die Republik Österreich verliehen. 1962 wurde er zum Ehrenmitglied der Staatlichen Akademie der Bildenden Künste Stuttgart ernannt.

## Werke
- Demokratische Selbstverwaltung in den Gemeinden und Kreisen Württemberg-Badens. Stuttgart 1947.